# Божићна авантура
Божићна авантура је предстојећи српски филм из 2025 године у режији Марка Јовичића.
,

## Радња
Прича филма прати необичне ситуације које настају када балетан из Македоније дође у Мачкат, на Златибору, како би упознао породицу своје будуће супруге. Разлике у обичајима и менталитетима доводе до низа урнебесних али и емотивних тренутака...

## Улоге
| Глумац                     | Улога |
| -------------------------- | ----- |
| Жарко Димоски              |       |
| Анастасија Кнежевић        |       |
| Златан Видовић             |       |
| Димитрије Илић             |       |
| Љиљана Стјепановић         |       |
| Слободан Нинковић          |       |
| Дубравко Јовановић         |       |
| Миљан Прљета               |       |
| Александар Стојковић Пикси |       |
| Стефан Ђоковић             |       |
| Рок Радиша                 |       |
| Марко Марковић             |       |